# Constantine Fitzgibbon
Constantine Fitzgibbon (* 8. Juni 1919 in Massachusetts; † 25. März 1983 in Dublin) war ein irischer Historiker, Journalist und Schriftsteller.

## Leben
Constantine Fitzgibbon wuchs als Sohn eines Nordiren und einer US-Amerikanerin in England auf. Er studierte an der Universität München, der Sorbonne sowie dem Exeter College der University of Oxford.
Während des Zweiten Weltkriegs diente er von 1939 bis 1942 in der British Army (Oxford and Bucks Light Infantry), und dann bis 1946 in der US Army. Nach dem Krieg soll er ein Job-Angebot der neu gegründeten CIA abgelehnt haben. Ab 1947 war er als freier Schriftsteller tätig. Er verlegte seinen Wohnsitz nach Irland.
Aus zwei Ehen gingen ein Sohn und eine Tochter hervor. Von 1967 bis zu seinem Tod war er mit der Schauspielerin Marjorie Steele verheiratet.

## Werke (auf Deutsch)
- Flucht in die Ferien. Roman. Zsolnay, Wien 1955
- Die schöne Emily. Der Roman einer ehrgeizigen Frau. Zsolnay, Hamburg/Wien 1956
- Wenn alle Küsse enden. Roman. Droemer Knaur, München 1961
- London brennt. Moewig, Rastatt 1982, ISBN 3-8118-4321-4